# San Mamés (2013)
San Mamés je fotbalový stadion ve městě Bilbao ve Španělsku. Pojme 53 289 diváků. Otevřen byl v roce 2013 a nahradil starý stadion San Mamés, který se nacházel na témže místě. Hrají zde baskický národní fotbalový tým a fotbalový klub Athletic Bilbao.
První zápas na novém San Mamés se odehrál 16. září 2013.
Domácí Athletic Bilbao přivítal v zápase La Ligy Celtu Vigo. Utkání vidělo přes 35 tisíc diváků, přičemž vítězi se stali domácí po výhře 3:2.
Na stadionu se měla odehrát tři skupinová a jedno osmifinálové utkání ME 2021, necelé dva měsíce před začátkem mistrovství však bylo pořadatelství Bilbau odebráno. Stalo se tak kvůli neschopnosti baskických regionálních úřadů zajistit požadovanou obsazenost fanoušky, všechny zápasy se přesunuly do Sevilly. Zákaz přítomnosti fanoušků platil plošně po celém Španělsku, v případě Sevilly však výjimku udělily regionální zdravotnické úřady v Andalusii.